# Cena inspirace Džuna Mikiho

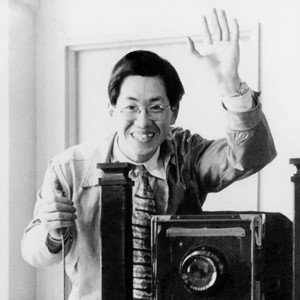
Džun Miki

Cena inspirace Džuna Mikiho (japonsky 三木淳賞奨励賞) je fotografické ocenění udělované fotografům do 35 let u příležitosti akce Nikon Salon pořádané společností Nikon každý rok v Japonsku. Cena se jmenuje na počest dokumentárního fotografa Džuna Mikiho, průkopníka žurnalistické fotografie, který jako první Japonec publikoval snímky v magazínu Life.

## Historie
Ocenění je udělováno nejen za jednotlivou fotografii, ale za celou výstavu, včetně jména, představení, všechny fotografie, názvy, řazení a tisk. Ceny se skládají z certifikátu, 100 000 jenů, fotoaparátu Nikon D7000 s teleobjektivem 18–200 mm VRII. Obě každoroční ceny inspirace Džuna Mikiho byly přidány na Salonu Nikon v rámci ceny Džuna Mikiho v roce 2003.
Tyto ceny jsou udělovány každoročně za nejvíce kreativní a pozoruhodné výstavy prostřednictvím programu Juna21 na Salonu Nikon.

## Seznam vítězů
|    | Rok  | Vítěz                         | Název výstavy                                                                                        |
| -- | ---- | ----------------------------- | --- |
| 1  | 2003 | Motoo Niikura (新倉 元雄)     | Nampla                                                                                               |
| 2  | 2003 | Ajumi Fudžii (ふじい あゆみ)  | God Father Jr                                                                                        |
| 3  | 2004 | Akihiro Jošida (吉田 明広)    | Map of Memory 〜The wind of Nepal〜                                                                  |
| 4  | 2004 | Mika Takagi (高木 美佳)       | Mine                                                                                                 |
| 5  | 2005 | Masajuki Kamo (カモ マサユキ) | Civilized Society                                                                                    |
| 6  | 2005 | Hitoši Nakadžima (中嶋 仁司)  | Among the usual                                                                                      |
| 7  | 2006 | Kazutomo Taširo (田代 一倫)   | A Drifting Generation Filled with Anxiety                                                            |
| 8  | 2006 | Júsuke Hišida (菱田 雄介)     | Наша Школа (Naše škola)                                                                              |
| 9  | 2007 | Mijuki Motoki (元木 みゆき)   | A Knot of Breath                                                                                     |
| 10 | 2007 | Eun Kyung, Šin                | Wedding Hall                                                                                         |
| 11 | 2008 | Hacumi Macušita (松下 初美)   | Hacumi Macušita                                                                                      |
| 12 | 2008 | Kaori Inbe                    | Moral Society                                                                                        |
| 13 | 2009 | Kodži Ómaru (大丸 剛史)       | 東京タワー (Tokyo Tower)                                                                             |
| 14 | 2009 | Mojuru Curusaki (鶴崎 燃)     | 海を渡って - Moving Across The Sea                                                                   |
| 15 | 2010 | Nozomi Iidžima (飯島 望美)    | Scoffing Pig                                                                                         |
| 16 | 2010 | Ryan Libre                    | Portraits of Independence: Inside the Kačin Independence Army (独立の肖像：カチン独立運動の内側から) |
| 17 | 2011 | Takuja Fudžiwara (藤原 拓也)  | スポーツ絵巻物                                                                                       |
| 18 | 2011 | Kaori Jošihara (吉原 かおり)  | よびみず                                                                                             |
| 19 | 2012 | Juičiro Tanaka                | Sao Paulo                                                                                            |
| 20 | 2012 | Kijoši Nišioka                | MATOMANI                                                                                             |
| 21 | 2013 | Alatenghujiga                 | Living on the grasslands — today's nomads in Inner Mongolia                                          |
| 22 | 2013 | Kaori Fudžiwara               | hologram                                                                                             |
| 23 | 2014 | Satoru Ikegami                | The mountain in front of the eyes                                                                    |
| 24 | 2014 | Juki Jamano                   | Island of falling ash                                                                                |
| 25 | 2015 | Akira Ocubo                   | Shadow in the House #01/#02                                                                          |
| 26 | 2015 | Masaki Jamamoto               | The Yamamotos                                                                                        |

### Externí odkaz
- Oficiální stránky Nikon, datum přístupu: 2012-08-17